# Mark Anders Lepik
Mark Anders Lepik (Tallinn, 10 settembre 2000) è un calciatore estone, attaccante del Flora Tallinn e della nazionale estone.

## Statistiche

### Cronologia presenze e reti in nazionale
| Cronologia completa delle presenze e delle reti in nazionale ― Estonia | Cronologia completa delle presenze e delle reti in nazionale ― Estonia | Cronologia completa delle presenze e delle reti in nazionale ― Estonia | Cronologia completa delle presenze e delle reti in nazionale ― Estonia | Cronologia completa delle presenze e delle reti in nazionale ― Estonia | Cronologia completa delle presenze e delle reti in nazionale ― Estonia | Cronologia completa delle presenze e delle reti in nazionale ― Estonia | Cronologia completa delle presenze e delle reti in nazionale ― Estonia |
| Data                                                                   | Città                                                                  | In casa                                                                | Risultato                                                              | Ospiti                                                                 | Competizione                                                           | Reti                                                                   | Note                                                                   |
| ---------------------------------------------------------------------- | ---------------------------------------------------------------------- | ---------------------------------------------------------------------- | ---------------------------------------------------------------------- | ---------------------------------------------------------------------- | ---------------------------------------------------------------------- | ---------------------------------------------------------------------- | ---------------------------------------------------------------------- |
| 7-10-2020                                                              | Tallinn                                                                | Estonia                                                                | 1 – 3                                                                  | Lituania                                                               | Amichevole                                                             | -                                                                      | 51’ 65’                                                                |
| 11-10-2020                                                             | Tallinn                                                                | Estonia                                                                | 3 – 3                                                                  | Macedonia del Nord                                                     | UEFA Nations League 2020-2021 - 1º turno                               | -                                                                      | 70’                                                                    |
| 14-10-2020                                                             | Tallinn                                                                | Estonia                                                                | 1 – 1                                                                  | Armenia                                                                | UEFA Nations League 2020-2021 - 1º turno                               | -                                                                      | 66’                                                                    |
| 11-11-2020                                                             | Firenze                                                                | Italia                                                                 | 4 – 0                                                                  | Estonia                                                                | Amichevole                                                             | -                                                                      | 59’ 90+2’                                                              |
| 12-1-2024                                                              | Pafo                                                                   | Svezia                                                                 | 2 – 1                                                                  | Estonia                                                                | Amichevole                                                             | -                                                                      | 46’                                                                    |
| 21-3-2024                                                              | Varsavia                                                               | Polonia                                                                | 5 – 1                                                                  | Estonia                                                                | Qual. Euro 2024                                                        | -                                                                      | 67’                                                                    |
| 26-3-2024                                                              | Helsinki                                                               | Finlandia                                                              | 2 – 1                                                                  | Estonia                                                                | Amichevole                                                             | -                                                                      | 68’                                                                    |
| 4-6-2024                                                               | Lucerna                                                                | Svizzera                                                               | 4 – 0                                                                  | Estonia                                                                | Amichevole                                                             | -                                                                      | 73’                                                                    |
| 8-6-2024                                                               | Tallinn                                                                | Estonia                                                                | 4 – 1                                                                  | Fær Øer                                                                | Coppa del Baltico 2024                                                 | -                                                                      | 72’                                                                    |
| 11-6-2024                                                              | Kaunas                                                                 | Lituania                                                               | 1 – 1 (3 – 4 dtr)                                                      | Estonia                                                                | Coppa del Baltico 2024                                                 | 1                                                                      | 62’                                                                    |
| Totale                                                                 |                                                                        | Presenze                                                               | 10                                                                     |                                                                        | Reti                                                                   | 1                                                                      |                                                                        |

## Palmarès

### Club

#### Competizioni nazionali
- Campionato estone: 3

Flora Tallinn: 2017, 2019, 2022
- Coppa d'Estonia: 1

Flora Tallinn: 2019-2020
- Supercoppa d'Estonia: 2

Flora Tallinn: 2020, 2024

### Nazionale
- Coppa del Baltico: 1

2024